# Lisa Wilhoit
Lisa Wilhoit (* 30. Juli 1981 in Hollywood, Kalifornien) ist eine US-amerikanische Schauspielerin.

## Leben
Im Alter von 10 Jahren wurde Lisa Wilhoit während des Sportunterrichts von einem Casting-Mitarbeiter entdeckt. Sie begann zu schauspielern. Ihren allerersten Auftritt hatte Lisa Wilhoit 1991 als Baby Tinkerbell in Hook. Sie blieb jedoch im Abspann unerwähnt. Für ihre Rolle der Danielle Chase in Willkommen im Leben erhielt sie den Young Artist Award als beste Schauspielerin in einer Dramaserie. 1995 wurde sie für ihre Gastrolle in Walker, Texas Ranger ebenfalls für den Young Artist Award nominiert, hatte aber das Nachsehen gegenüber Kim Cullum. Außerdem hatte sie Auftritte in Social Studies, 7th Heaven and Greek.
Lisa Wilhoit ist die Cousine von Blake und Dylan Tuomy-Wilhoit, die in Full House als Zwillingsbrüder Nicky und Alex zu sehen waren.

## Filmografie
- 1991: Hook
- 1994–1995: Willkommen im Leben (Fernsehserie, 19 Folgen)
- 1995: Walker, Texas Ranger (Fernsehserie, 1 Folge)
- 1995: Gib mir meine Kinder wieder (Fernsehfilm)
- 1995: Live Nude Girls
- 1997: Liebling, jetzt haben wir uns geschrumpft
- 1997: Social Studies (Fernsehserie, 6 Folgen)
- 1997–1998: The Tom Show (Fernsehserie, 19 Folgen)
- 2000–2011: Family Guy (Fernsehserie, 15 Folgen)
- 2001: Flying Virus
- 2002: Watching Ellie (Fernsehserie, 2 Folgen)
- 2003: CSI – Den Tätern auf der Spur (Fernsehserie, 1 Folge)
- 2005: Adam and Eve
- 2005: The Kid & I
- 2007: Campus Ladies (Fernsehserie, 1 Folge)
- 2007: Eine himmlische Familie (Fernsehserie, 2 Folgen)
- 2008: Terminator: The Sarah Connor Chronicles (Fernsehserie, 1 Folge)
- 2008: Greek (Fernsehserie, 3 Folgen)
- 2009: Cavalcade of Cartoon Comedy (Fernsehserie, 1 Folge)

## Auszeichnungen und Nominierungen
Young Artist Award
- 1995: Best Performance by a Young Actress - Guest Starring Role TV Series (Walker, Texas Ranger, nominiert)[4]
- 1993–1994: Best Performance by a Youth Actress in a Drama Series (Willkommen im Leben gewonnen)[3]